# Jannike

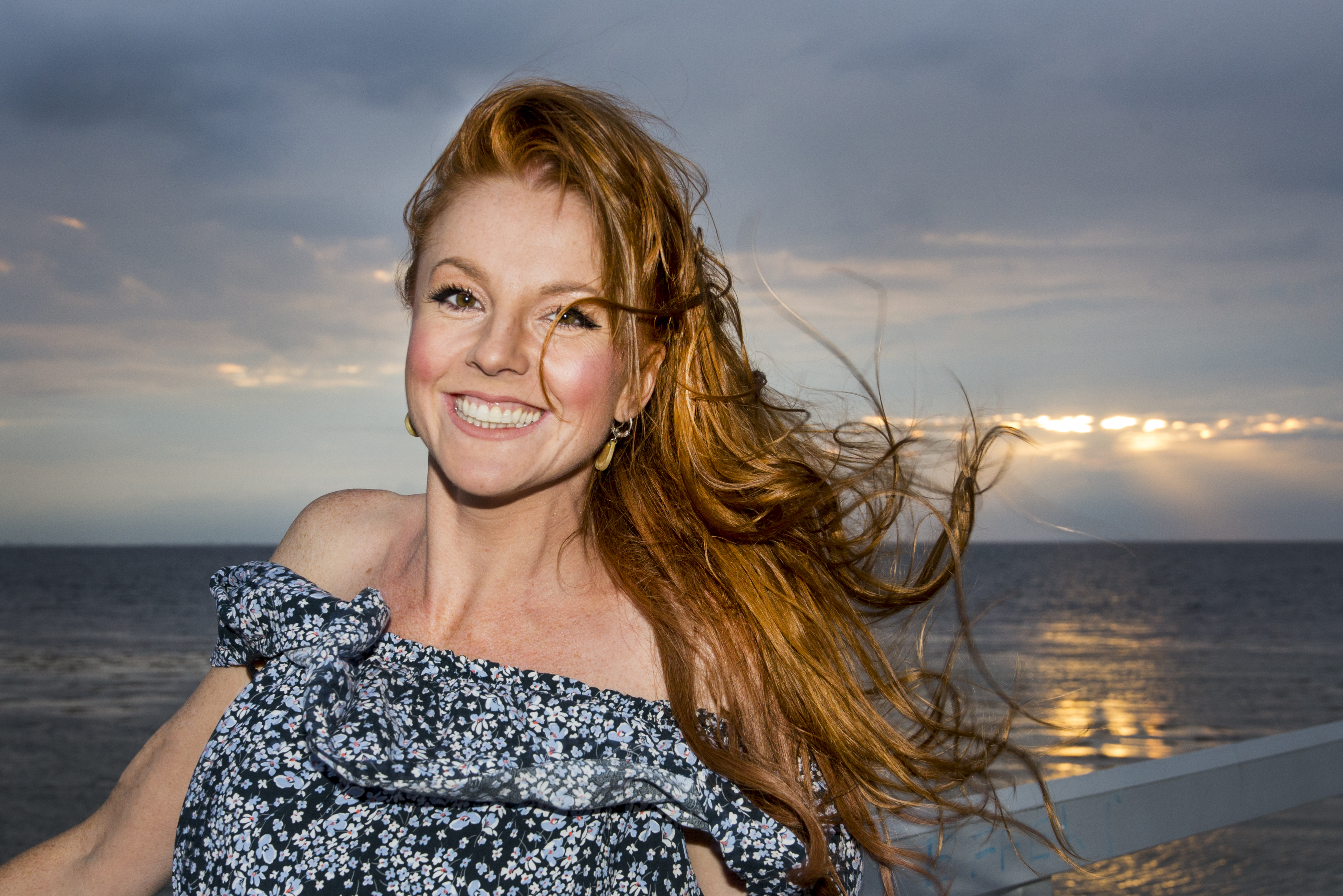
Jannike Stenlund, 2018.

Jannike eller Jannicke är ett nederländskt kvinnonamn som är en smekform av Jane, Janna, Johanna eller andra femininformer av John, Jan, Johan och liknande. Alla dessa kommer ursprungligen från Johannes.
Jannike upplevde en viss popularitetsvåg under 1980-talet då det liknande namnet Jannika kom med i almanackan, men denna har nu ebbat ut och namnet är nu på väg nedför på topplistan. Totalt sett är namnet inte så vanligt. 31 december 2005 fanns det totalt 788 personer i Sverige med namnet Jannike eller Jannicke, varav 633 med det som tilltalsnamn.
År 2003 fick 4 flickor namnet, varav 2 fick det som tilltalsnamn.
Namnsdag i Sverige: 11 januari (sedan 2001)

## Personer med namnet Jannike/Jannicke
- Jannike Björling, svensk fotomodell
- Gry Jannicke Jarlum, svensknorsk sångerska och författare, under artistnamnen Jannicke eller J-Diva
- Jannike Bonnevie, norsk skådespelerska
- Jannike Stenlund, svensk musiker